# Оружейный сейф
Оруже́йный сейф — запирающийся на замок сейф повышенной прочности для хранения огнестрельного оружия и боеприпасов. Служит предотвращению доступа к оружию со стороны посторонних лиц. В некоторых случаях может защитить содержимое от затопления и пожара. В большинстве стран для получения лицензии на огнестрельное оружие требуется наличие дома установленного сертифицированного оружейного сейфа.
На территории Российской Федерации правила регистрации и хранения огнестрельного оружия, предусматривающие обязательное наличие у его владельца оружейного сейфа, оговариваются в Постановлении Правительства РФ N 814 "О мерах по регулированию оборота гражданского и служебного оружия и патронов к нему на территории Российской Федерации". В частности, в данном постановлении оговариваются требования к хранению оружия юридическими и физическими лицами. Оружие и боеприпасы к нему должны храниться раздельно: минимальная толщина стенок сейфа или шкафа для хранения оружия — 2 мм, для хранения боеприпасов — 3 мм. В соответствии с данным требованием в большинстве оружейных сейфов при толщине стенок 3 мм для хранения боеприпасов имеется отдельное запираемое отделение — трейзер. 
Толщина стенок сейфа регламентирована только для юридических лиц, принадлежащие гражданам Российской Федерации оружие и патроны должны храниться по месту их жительства с соблюдением условий, обеспечивающих их сохранность, безопасность хранения и исключающих доступ к ним посторонних лиц, в запирающихся на замок (замки) сейфах, сейфовых шкафах или металлических шкафах для хранения оружия, ящиках из высокопрочных материалов либо в деревянных ящиках, обитых железом. Органы внутренних дел по месту жительства владельцев имеют право проверять условия хранения зарегистрированного ими оружия.